# Moto Guzzi Norge 1200
Moto Guzzi Norge 1200 var en sporttouring-motorcykel från den italienska motorcykeltillverkaren Moto Guzzi. Den första generationen presenterades på motorcykelmässan EICMA i Milano den 18 september 2005. Den senaste generationen kom modellåret 2011, parallellt med att Moto Guzzi som företag fyllde 90 år. Då uppgraderades bland annat motorn till fyrventilsteknik jämte modifieringar av kåpan och en motoriserad vindruta. Markfrigången ökades och fjädringskomponenterna sågs över tillsammans med effektivare ABS-bromsar. 

## Modellnamnet
Varubeteckningen Norge härrör från en 28 dagar lång testresa till Nordkap i Norge som Giuseppe Guzzi, bror till grundaren, gjorde 1928 med en Moto Guzzi GT från det italienska huvudkontoret i Mandello del Lario. Man ville bevisa den nya konstruktionens tillförlitlighet, under en längre resa i skiftande miljöer.

## Generation 1 (2006-2010)

### Norge 1200
Motorn i Norge 1200 kom från Moto Guzzi Breva 1100 tillsammans med bränsletank, sadel, bakparti, hjul, ram och fjädringsgeometri. Endast fjädringen fick avstämmas till den högre vikten. Moto Guzzi modifierade 60 komponenter och förlängde kolvarnas slaglängd med 1,2 mm och borrade upp cylindrarna med 3 mm, vilket förändrade motorvolymen med 87 cm³.

## Generation 2 (2011-2016)

### Norge GT 8V
Från årsmodell 2011 blev Norge reviderad ganska omfattande och fick en fyrventilsmotor från den "nakna" motorcykeln Moto Guzzi Griso, vilken dock i den motorcykeln har 9 hk mer effekt. Norges chassi blev styvare och helkåpan blev helt omgjord med tester i vindtunnel för att förbättra kåpglaset och miljön för förare och passagerare samt för att ge föraren bättre skydd från motorvärmen. Enligt tillverkaren blev 80 procent av alla komponenter reviderade eller nyutvecklade.
Moto Guzzi ändrade försäljningsnamnet på Norge 1200 till Norge GT 8V. Förkortningen GT står för Gran turismo och 8V beskriver det totala antalet ventiler (4 ventiler per cylinder). År 2011 fyllde även Moto Guzzi som företag 90 år och tilldragelsen uppmärksammades i samband med den uppdaterade modellen.

### Färger
Motorcykeln fanns år 2011 i färgerna svart, silver och vitt. År 2016 fanns färgerna "Brown Mogano" och "White Madre Perla", båda med ett silvergrått parti på tanksidan.

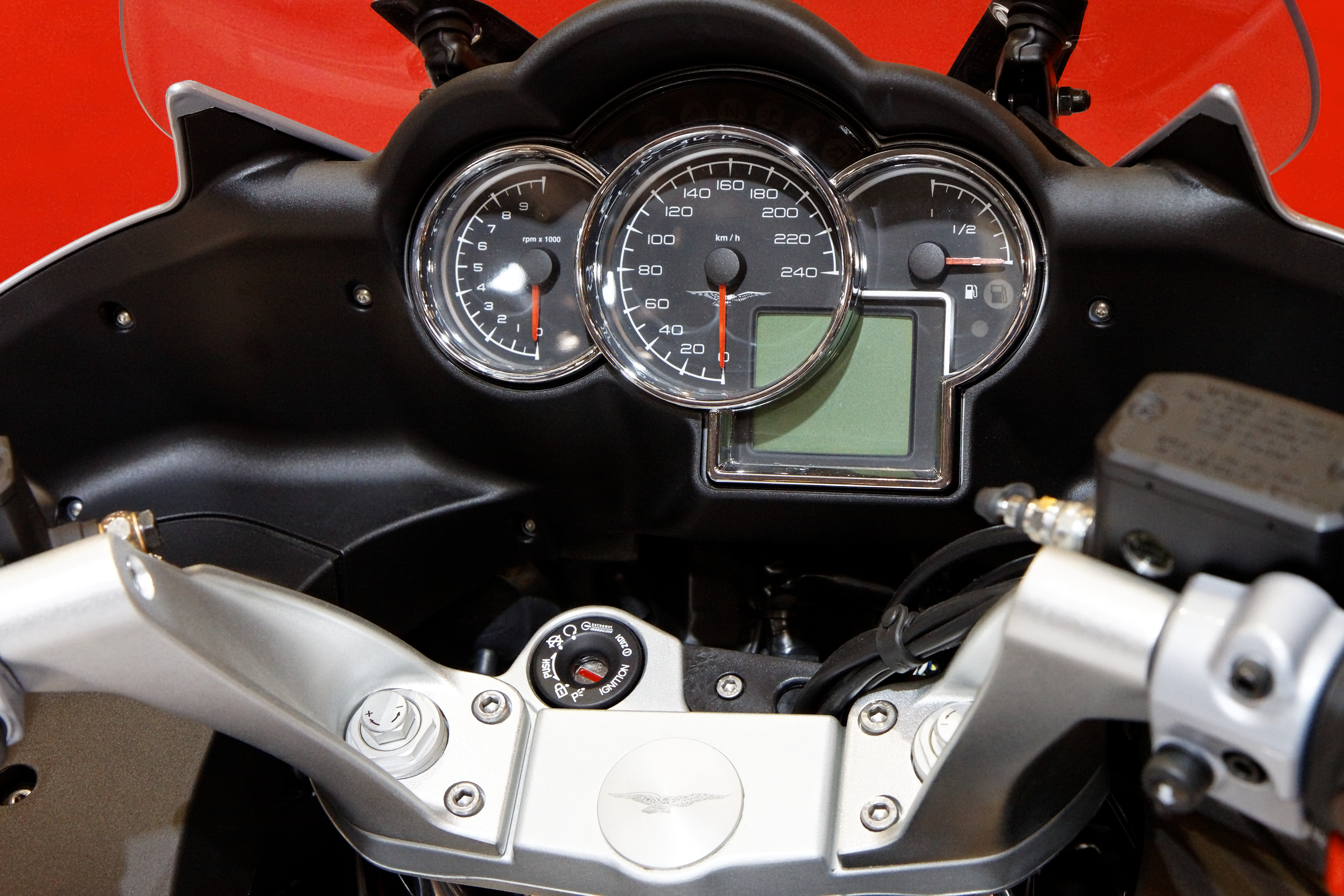
Instrumentering.
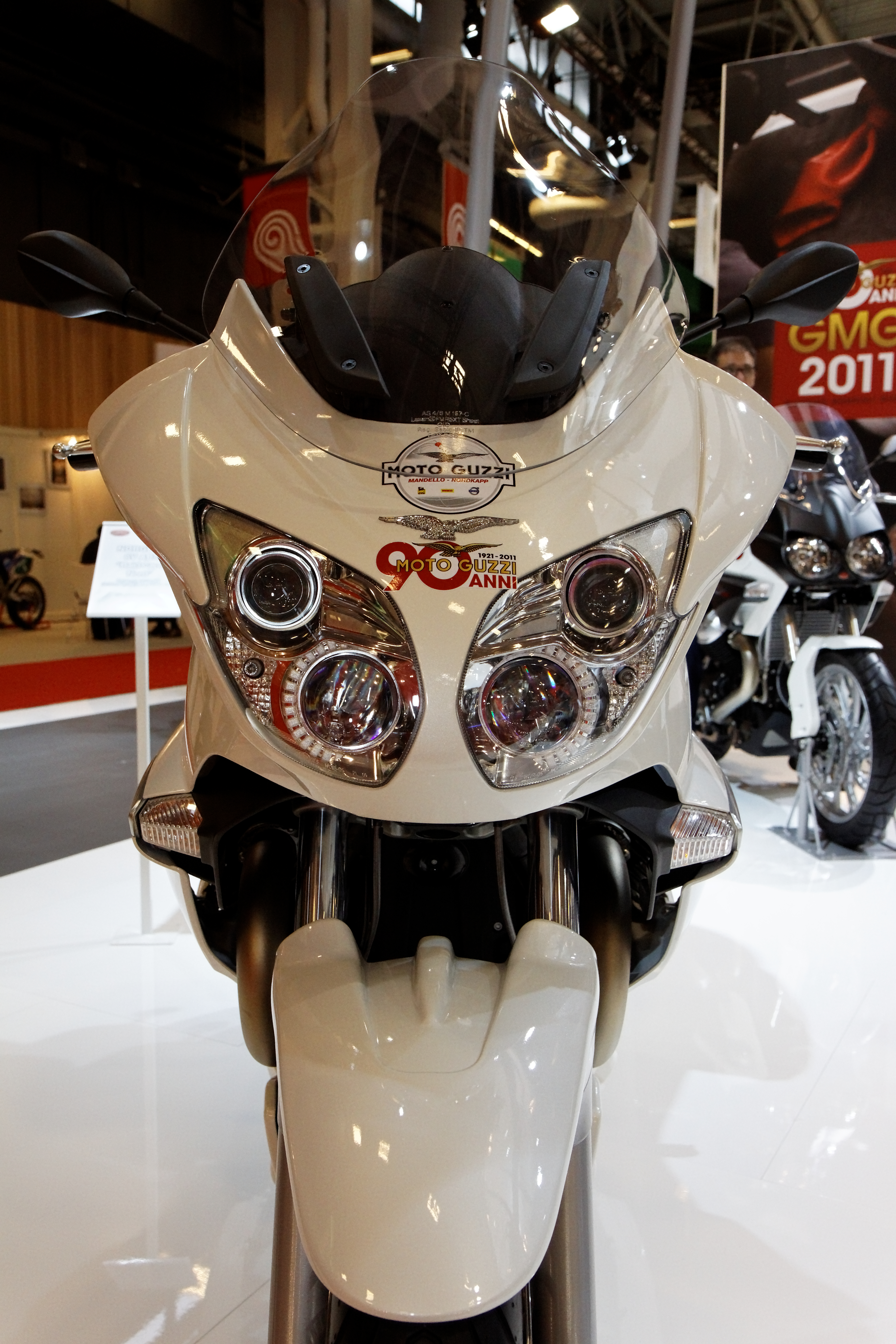
Vy framifrån.

### Konstruktion

#### Motor
Den senaste luft/oljekylda V-twinmotorn heter "Quattro valvole", med en total cylindervolym på 1151 cm³ och en effekt på 102 hästkrafter vid ett varvtal på 5500 varv/min. V-motorn, med vevaxeln monterad i längdriktningen, har en inbördes cylindervinkel på 90 grader. De två cylindrarna har en cylinderborrning på 95 mm, en slaglängd på 81,2 mm och ett kompressionsförhållande på 11:1.
Accelerationen från 0 till 100 km/h går på 4,3 sekunder och toppfarten anges till 220 km/h.

#### Kraftöverföring
Den primära kraftöverföringen sker via kugghjul. En hydrauliskt manövrerad enkel torrkoppling separerar motorn från den sexstegade växellådan. I den sekundära kraftöverföringen, mellan växellådans utgående axel och slutväxeln, finns en enkelsving med integrerad kardan med ett reaktionsstag, som motverkar hisseffekter vid snabb acceleration.

#### Elektrisk data
Startbatteriet har en kapacitet på 18 amperetimmar. Huvudstrålkastaren är på 550 Watt.

#### Motorstyrning
En elektroniskt styrd bränsleinsprutning matar in bränslet via insugningsrören till cylindern, där sedan en dubbelgnista antänder bränsle-luftblandningen. Tillverkaren rekommenderar användning av blyfri bensin på minst 95 oktan. Bränsletanken  har en volym på 23 liter, inklusive en reserv på 4 liter. Den genomsnittliga bränsleförbrukningen är knappt 0,6 liter per mil och den teoretiska räckvidden innan tankning blir 35-40 mil i motorvägsfart.
Avgasbehandlingen utförs av en fullt kontrollerad trevägskatalysator med två syresensorer. Ett 2 till 1-avgassystem mynnar ut i en rostfri ljuddämpare placerad på vänster sida.

#### Ram
Chassit är baserat på en stålrörsram med en bakre svingarm i gjuten aluminium, med ett progressivt reaktionstag för minskade så kallade hisseffekter. Motor och växellåda är en bärande ramdel.
Framhjulet är placerat i en konventionell teleskopgaffel med 45 mm stålrör med 117 mm fjädringsväg. De gjutna treekrade aluminiumfälgarna har dimensionen 3.50×17" fram  och 5.50×17" bak, med däckdimensionerna 120/70 fram och 180/55 bak. Tjänstevikten är på 275 kg, den högsta tillåtna lasten är 203 kg och den tillåtna totalvikten  är 478 kg.

#### Bromsar
Framhjulet bromsas med en hydrauliskt manövrerad dubbel skivbroms och bakhjulet har en enkel skivbroms. De två främre skivorna har fyrkolvsok och den bakre har ett tvåkolvsok. Ett tvåkrets ABS-system från Continental försörjer båda hjulens bromsar.

## Konkurrens
Konkurrerande modeller med jämförbara egenskaper är sportstourerna Kawasaki 1400GTR, Yamaha FJR1300, BMW R 1200 RT, BMW K 1300 GT och Honda ST1300 Pan European.